# Cotesia spuria
Cotesia spuria är en stekelart som först beskrevs av Wesmael 1837.  Cotesia spuria ingår i släktet Cotesia och familjen bracksteklar. Arten är reproducerande i Sverige. Inga underarter finns listade i Catalogue of Life.